# Facelina
Facelina es un género de moluscos nudibranquios de la familia Facelinidae.

## Especies
El Registro Mundial de Especies Marinas acepta las siguientes especies válidas en el género:
- Facelina annulata Macnae, 1954
- Facelina annulicornis (Chamisso & Eysenhardt, 1821)
- Facelina auriculata (Müller, 1776)
- Facelina bilineata Hirano & Ito, 1998
- Facelina bostoniensis (Couthouy, 1838)
- Facelina carmelae Moro & Ortea, 2015
- Facelina coenda Er. Marcus, 1958
- Facelina dubia Pruvot-Fol, 1948
- Facelina fragilis (Risbec, 1928)
- Facelina fusca Schmekel, 1966
- Facelina goslingii A. E. Verrill, 1901
- Facelina hartleyi Burn, 1962
- Facelina lugubris (Bergh, 1882)
- Facelina newcombi (Angas, 1864)
- Facelina olivacea Macnae, 1954
- Facelina quadrilineata (Baba, 1930)
- Facelina quatrefagesi (Vayssière, 1888)
- Facelina rhodopos Yonow, 2000
- Facelina rubrovittata (Costa A., 1866)
- Facelina rutila Pruvot-Fol, 1951
- Facelina schwobi (Labbé, 1923)
- Facelina vicina (Bergh, 1882)
- Facelina zhejiangensis Lin & You, 1990

Especies cuyo nombre ha dejado de ser aceptado por sinonimia:
- Facelina agari Smallwood, 1910 aceptada como Berghia agari (Smallwood, 1910)
- Facelina bourailli (Risbec, 1928) aceptada como Phidiana bourailli (Risbec, 1928)
- Facelina coronata (Forbes & Goodsir, 1839) aceptada como Facelina auriculata (Müller, 1776)
- Facelina faurei Barnard, 1927 aceptada como Pruvotfolia pselliotes (Labbé, 1923)
- Facelina gabinierei Vicente, 1975 aceptada como Piseinotecus gabinierei (Vicente, 1975)
- Facelina lineata Eliot, 1905 aceptada como Cratena lineata (Eliot, 1905)
- Facelina marioni Vayssière, 1888 aceptada como Facelinopsis marioni (Vayssière, 1888)
- Facelina plumosa (Fleming, 1828) aceptada como Facelina auriculata (Müller, 1776)
- Facelina sargassicola Bergh, 1861 aceptada como Spurilla sargassicola Bergh, 1871
- Facelina stearnsi Cockerell, 1901 aceptada como Austraeolis stearnsi (Cockerell, 1901)
- Facelina variegata d'Oliveira, 1895 aceptada como Berghia verrucicornis (A. Costa, 1867)

## Galería

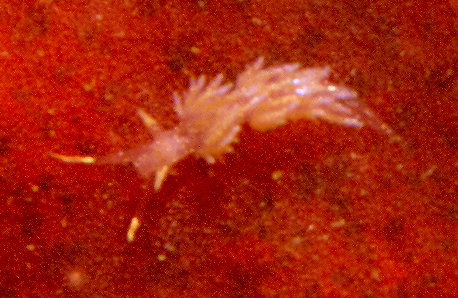
Facelina annulicornis
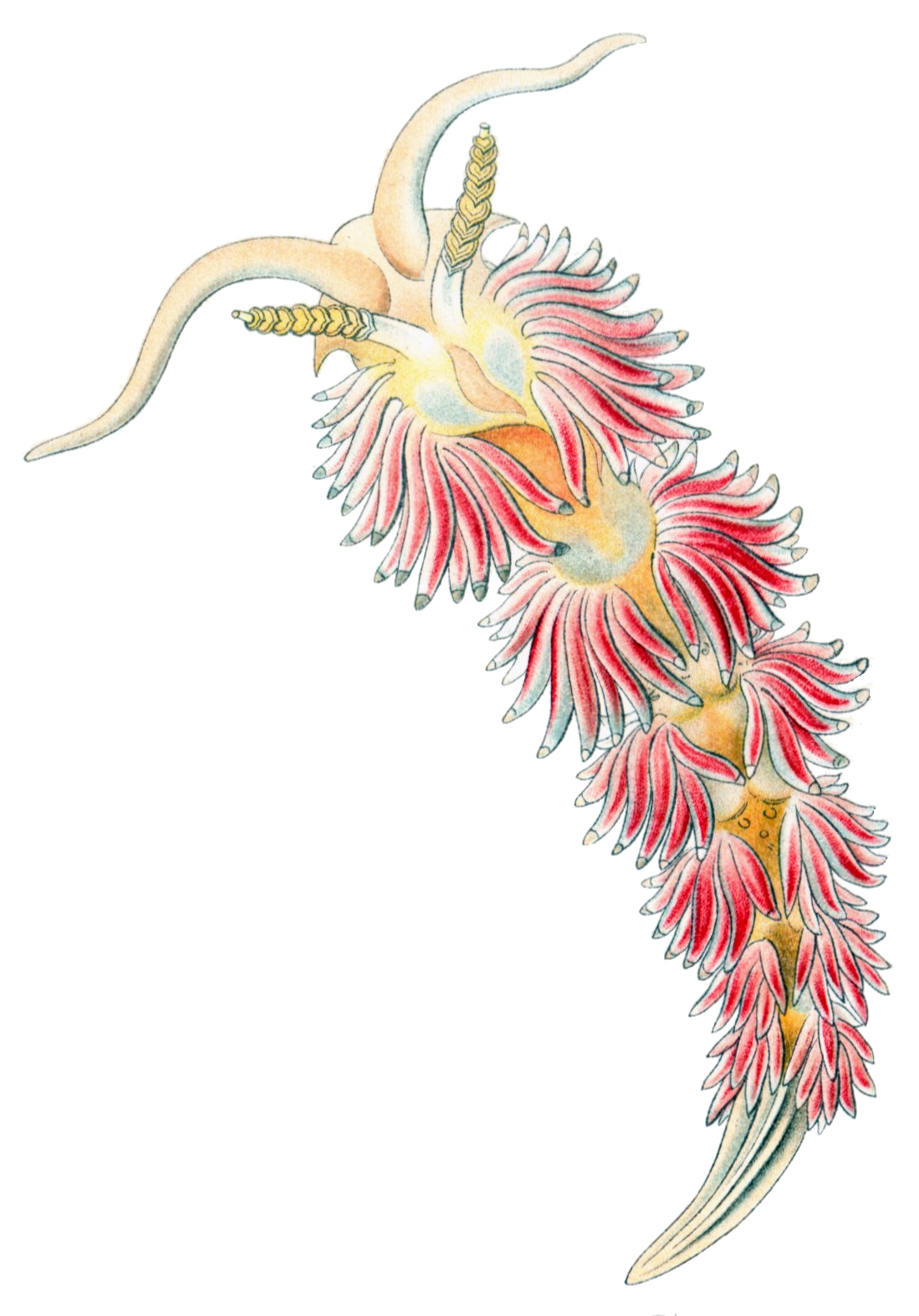
Facelina auriculata. Ilustración de Ernst Haeckel, 1901
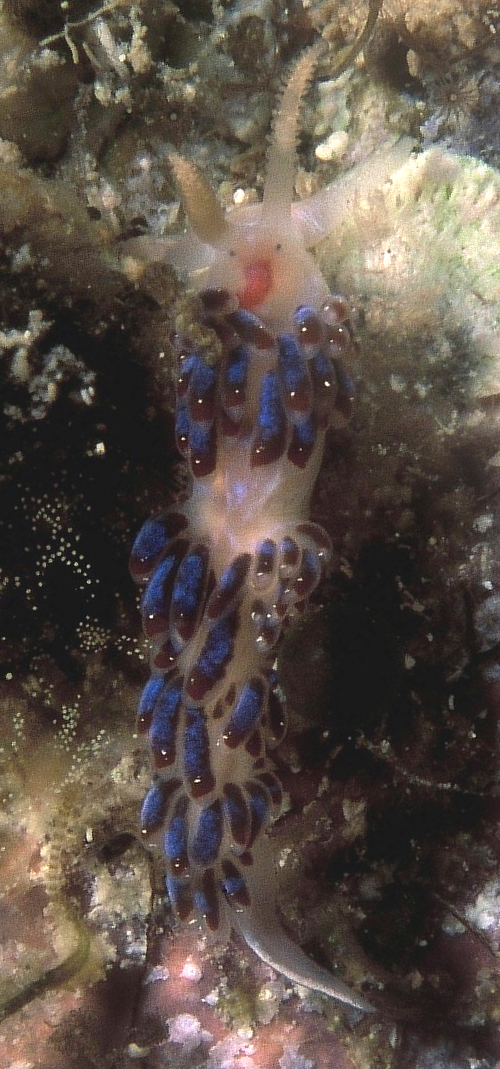
Facelina auriculata
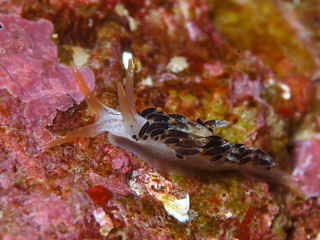
Facelina bilineata
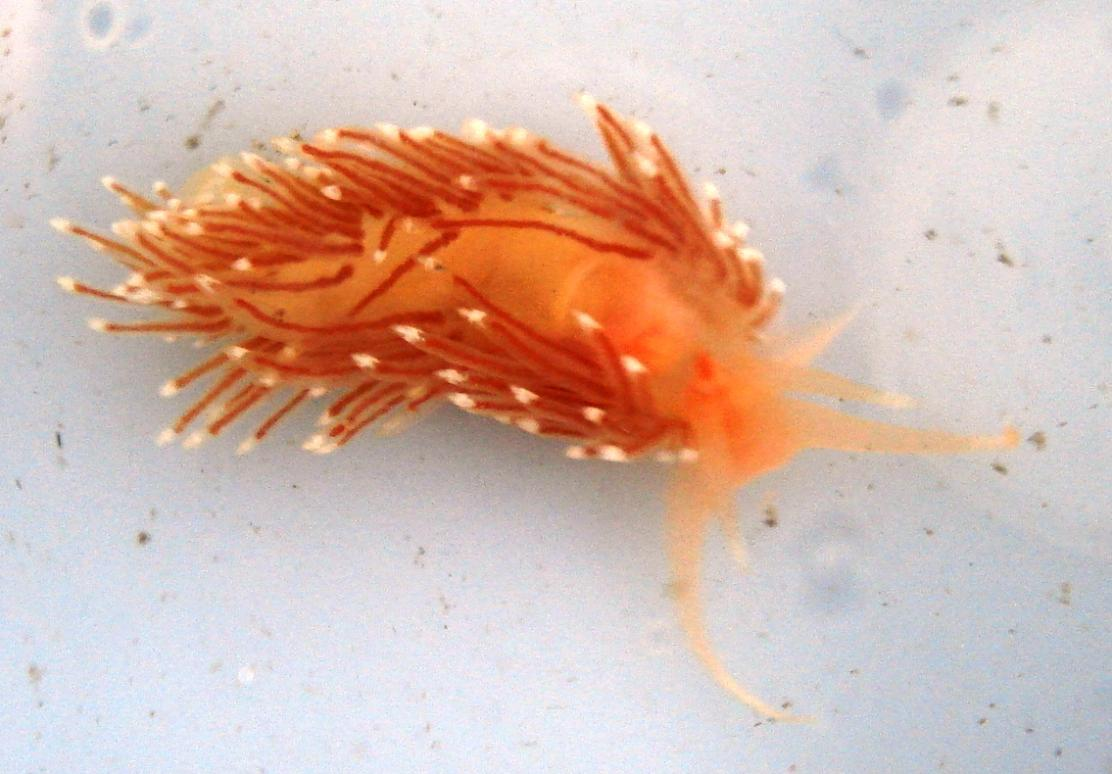
Facelina bostoniensis
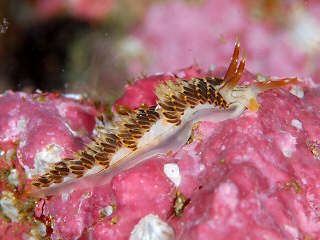
Facelina quadrilineata
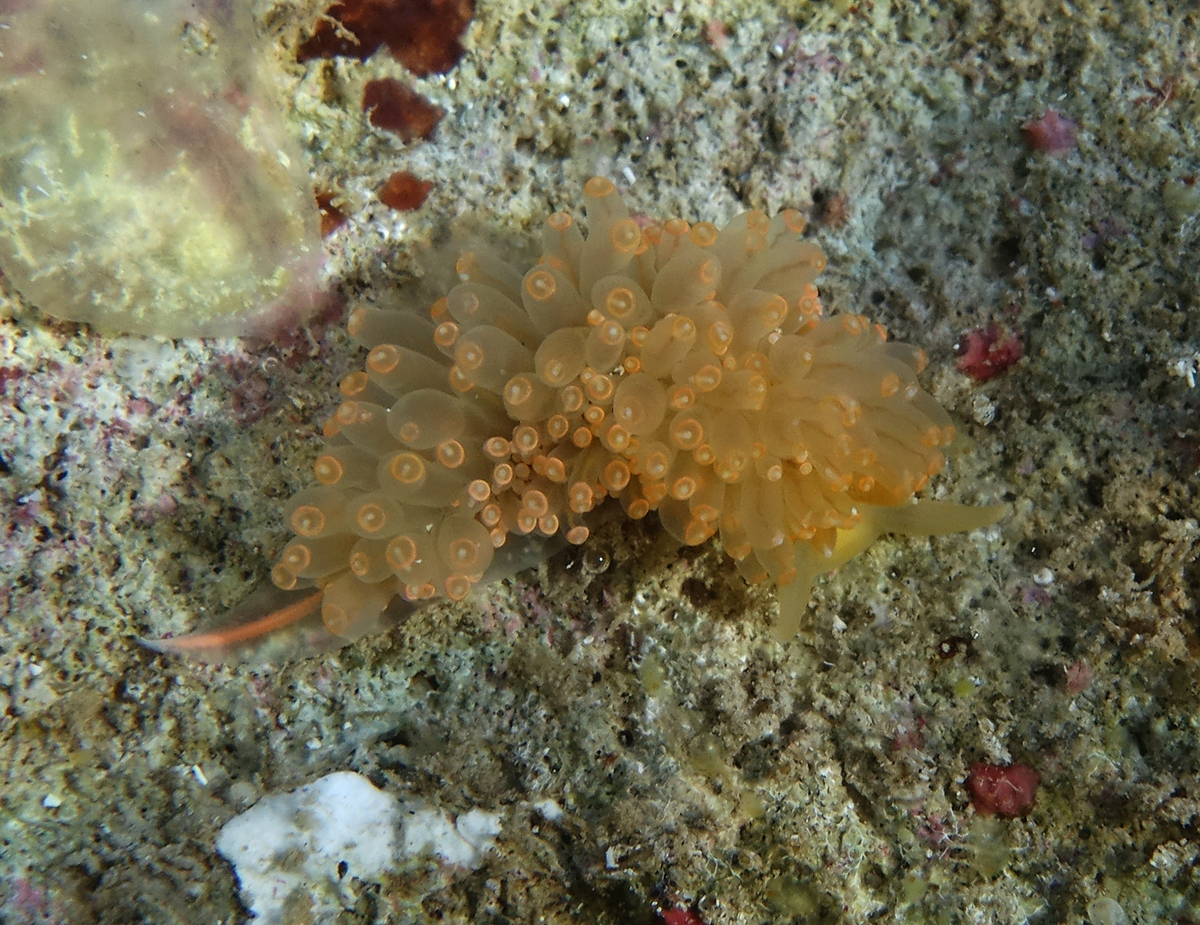
Facelina rhodopos
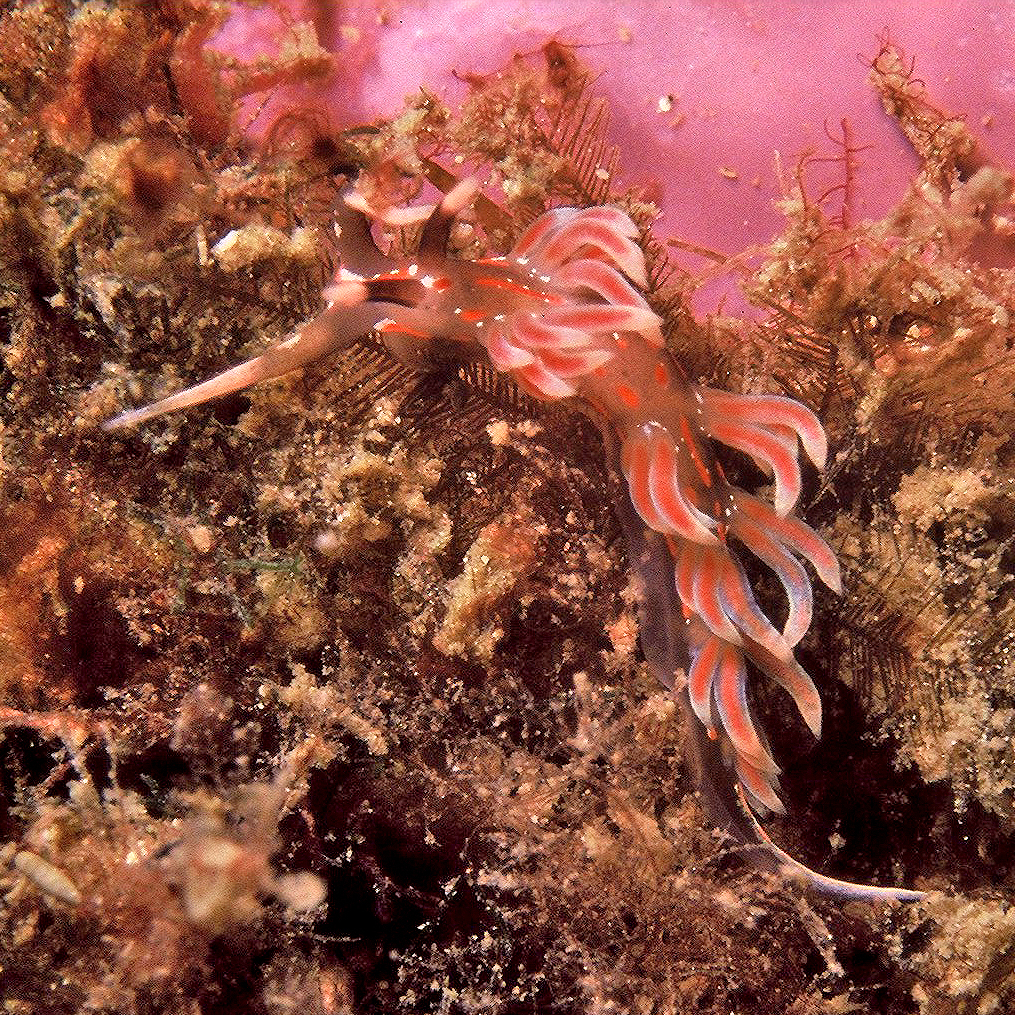
Facelina rubrovittata

## Morfología
El género se caracteriza por tener el cuerpo muy largo; un par de largos tentáculos orales; los rinóforos laminados distintivamente; las papillae branquiales están dispuestas en grupos; los dientes radulares están ajustadamente en forma de herradura; y el pene, discoidal o en forma de lengua, está provisto de papillae o espinas marginales.

## Reproducción
Son ovíparos y hermafroditas simultáneos, que cuentan con órganos genitales femeninos y masculinos: receptáculo seminal, bursa copulatrix o vagina, próstata y pene. No obstante, no pueden autofertilizarse, por lo que necesitan copular con otro individuo para ello. La cópula puede ser unidireccional, entre dos individuos, o en grupo, formando cadenas o círculos en las que un mismo individuo ejerce de macho inseminando a otro ejemplar, mientras simultáneamente es inseminado por otro individuo diferente. Los huevos eclosionan larvas planctónicas velígeras que desarrollan a la forma adulta.

## Alimentación
Son predadores carnívoros, alimentándose principalmente de hidroides, como especies de Tubularia o Eudendrium, aunque se reporta que también se alimentan de plumas de mar y otros invertebrados.

## Hábitat y distribución
Estas pequeñas babosas marinas se distribuyen por los océanos Atlántico, incluido el mar Mediterráneo, Índico y Pacífico, desde las costas africanas hasta California, y al norte hasta Japón.
Habitan aguas templadas y tropicales, en un rango de profundidad entre 0 y 96 m.

 Se localizan en fondos arenosos y rocosos, y en piscinas intermareales, principalmente de arrecifes de coral.